# DNA-microarray

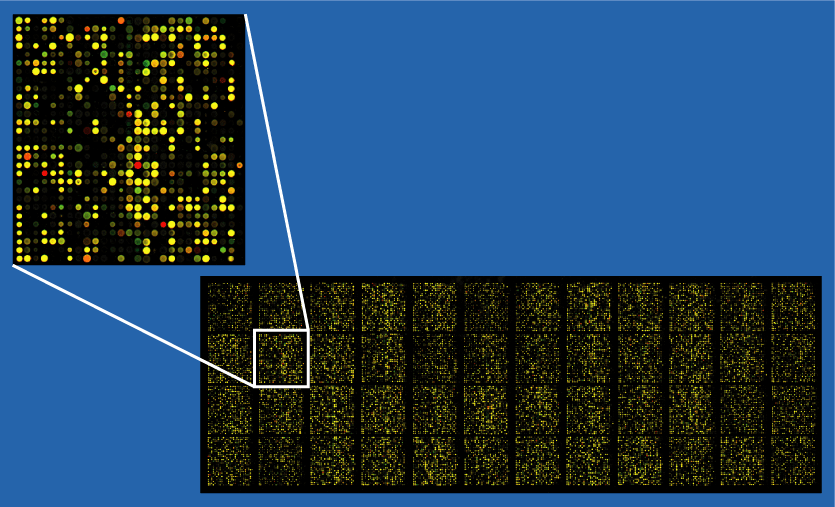
Voorbeeld van een microarray plaat

Een DNA-microarray is een microfluïdische chip met daarop een grote hoeveelheid spots met in elke spot een ander gen dat vastgehecht is aan de bodem van de plaat. Tegenwoordig kan ook direct aan het glas het DNA base aan base worden geconstrueerd.
Het gedeelte dat aan de plaat wordt bevestigd heet de probe. Dit kunnen genen zijn die commercieel verkrijgbaar zijn, genen die zelf gezuiverd en met behulp van polymerase-kettingreacties vermeerderd zijn of expressed sequence tags. Dit zijn de genen waar men voor heeft gekozen om onderzoek naar te doen.
Voor de analyse worden er ook een controle- en een proefmonster voorbereid. De proefmonsters kunnen bijvoorbeeld hersentumorcellen zijn. In dat geval neem je voor de controlegroep normaal hersencelweefsel. Het mRNA van het controlemonster wordt geëxtraheerd, met reverse-transcriptase omgezet in cDNA en fluorescerend groen gelabeld. Van het proefmonster wordt het reverse getranscribeerde cDNA fluorescerend rood gelabeld.
Deze twee gelabelde cDNA-producten worden samengevoegd en op de plaat gegoten. Het cDNA zal binden (hybridiseren) aan de genen in de spots die een complementaire sequentie hebben, ongeacht de kleur. Na een incubatieperiode worden alle ongebonden cDNA-moleculen weggespoeld waarna de plaat onder de fluorescentiemicroscoop bekeken kan worden.
Hierna zijn er drie mogelijkheden: een spot is groen, rood of geel (een combinatie van rood en groen). Als de spot geel is, is de mate van expressie van het gen in tumorcellen en gezonde cellen even hoog. Als het rood is, is de mate van expressie hoger in de tumorcellen dan in de gezonde cellen, en bij groen is juist de mate van expressie in de gezonde cellen hoger.
Als een gen vaak een veranderde expressie heeft bij dat kankertype, kan dit betekenen dat de tumor afhankelijk is van die veranderde expressie. Genen die vaak veranderd zijn bij kanker, zijn oncogenen en tumorsuppressorgenen.